# Arméstaben
Arméstaben (Ast) är en högre ledningsstab inom svenska armén som verkat sedan den 1 januari 2019. Förbandsledningen är förlagd inom Enköpings garnison i Enköping. 

## Historia
Den 30 juni 1994 upplöstes och upphörde den gamla Arméstaben som stab och myndighet. I dess ställe bildades den 1 juli 1994 Arméledningen ingående i det nybildade Högkvarteret. Den gamla Arméstabens siste chef blev Lennart Rönnberg.
I februari 2018 föreslog Försvarsmakten i sitt budgetunderlag för 2019 till regeringen en omorganisation av Försvarsmaktens ledning. Förslaget var bland annat utformat med en ny ledning och nya organisationsenheter på nya orter. Det för att ge bättre förutsättningar för en robust och uthållig ledning. De nya organisationsenheter som Försvarsmakten önskade bilda föreslogs benämnas Arméstaben, Flygstaben samt Marinstaben. Dessa skulle bildas genom en sammanslagning av produktionsledning och insatsledning, samt andra kompletterande delar från bland annat Högkvarteret och Försvarets materielverk. Staberna föreslogs bildas den 1 januari 2019 och ledas under en arméchef, en marinchef och en flygvapenchef.
Den 22 november 2018 föreslog regeringen för riksdagen att inrätta organisationsenheter i enlighet med Försvarsmaktens förslag. Riksdagen bemyndigade regeringen att göra så genom att anta dess proposition den 18 december 2018. Den 20 december beslutade regeringen att inrätta Arméstaben som en egen organisationsenhet och förlägga denna till Enköpings garnison.
Den 16 januari 2019 invigdes Arméstaben med en traditionsenlig ceremoni i Enköpings garnison. Förutom personalen ur Arméstaben närvarade kommunstyrelsens ordförande i Enköping, Ingvar Smedlund, arméchefen Generalmajor Karl Engelbrektsson, ställföreträdande arméchefen brigadgeneral Fredrik Ståhlberg och chefen för Ledningsregementet överste Mattias Hanson. Staben invigdes nästan på dagen 21 år efter att Arméns taktiska centrum (ATAC) invigdes i Enköping den 7 januari 1998.

## Verksamhet
Arméstaben kommer vid bildandet bestå av tre avdelningar: en genomförandeavdelning (f.d. Arméns taktiska stab), en planeringsavdelning (f.d. Produktionsledningens arméavdelning) och en stödavdelning (bildad av enheter ur FMLOG och FMV). Fullt organiserad avses staben ha 143 anställda. 

## Förläggningar och övningsplatser
Lokaliseringsort för den nya Arméstaben föreslogs av Försvarsmakten att etableras i Enköpings garnison intill Ledningsregementets kasernområde. Som alternativ fanns även ett tag en lokalisering till Kungsängens garnison.
Initialt kommer Arméstaben tillfälligt samgrupperas med Ledningsstridsskolan i Skolhuset i Enköpings garnison. Var inom garnisonen som staben slutligen kommer att grupperas är ej fastställt (december 2018) men en av garnisonschefen (C LedR) tillsatt utvecklingsgrupp har till uppgift att utreda frågan och lägga fram förslag.

## Förbandschefer

### Arméchefer
- 2019–2023 Generalmajor Karl Engelbrektson
- 2023– Generalmajor Jonny Lindfors

### Stabschefer
- 2019–2022 Överste Dag Lidén [b]
- 2022– Stefan Jansson

## Namn, beteckning och förläggningsort
| Arméstaben | 2019-01-01 | – |  |

| Ast | 2019-01-01 | – |  |

| Enköpings garnison | 2019-01-01 | – |  |